# عزلة عيال منصور (صنعاء)

تعديل مصدري - تعديل

عزلة عيال منصور هي إحدى عزل مديرية نهم في محافظة صنعاء اليمنية ويبلغ تعداد سكانها 7337 نسمة حسب التعداد السكاني في اليمن لعام 2004.

## روابط خارجية
- الجهاز المركزي للإحصاء بالجمهورية اليمنية
- المركز الوطني للمعلومات باليمن
- World Gazetteer:Yemen
- الدليل الشامل